# 4e régiment de tirailleurs tunisiens

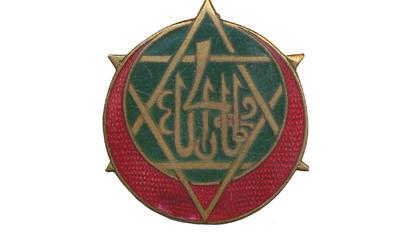
Verbandsabzeichen des 4e RTT

Das 4e régiment de tirailleurs tunesiens (deutsch 4. Tunesisches Schützenregiment) war ein Infanterieregiment des französischen Heers, Armée de Terre. Es wurde 1884 in Tunesien aufgestellt und existierte bis zur Unabhängigkeit des Landes 1956.

## Geschichte
Das Regiment wurde mit rund 20–30 % französischen Kadern und tunesischen Rekruten aufgestellt. Es diente in Marokko sowie Indochina. Im Ersten Weltkrieg kämpfte es vom August 1914 bis Kriegsende in Belgien und auf französischem Boden. In der Zwischenkriegszeit nahm sie an der Aufstandsbekämpfung in Syrien teil.

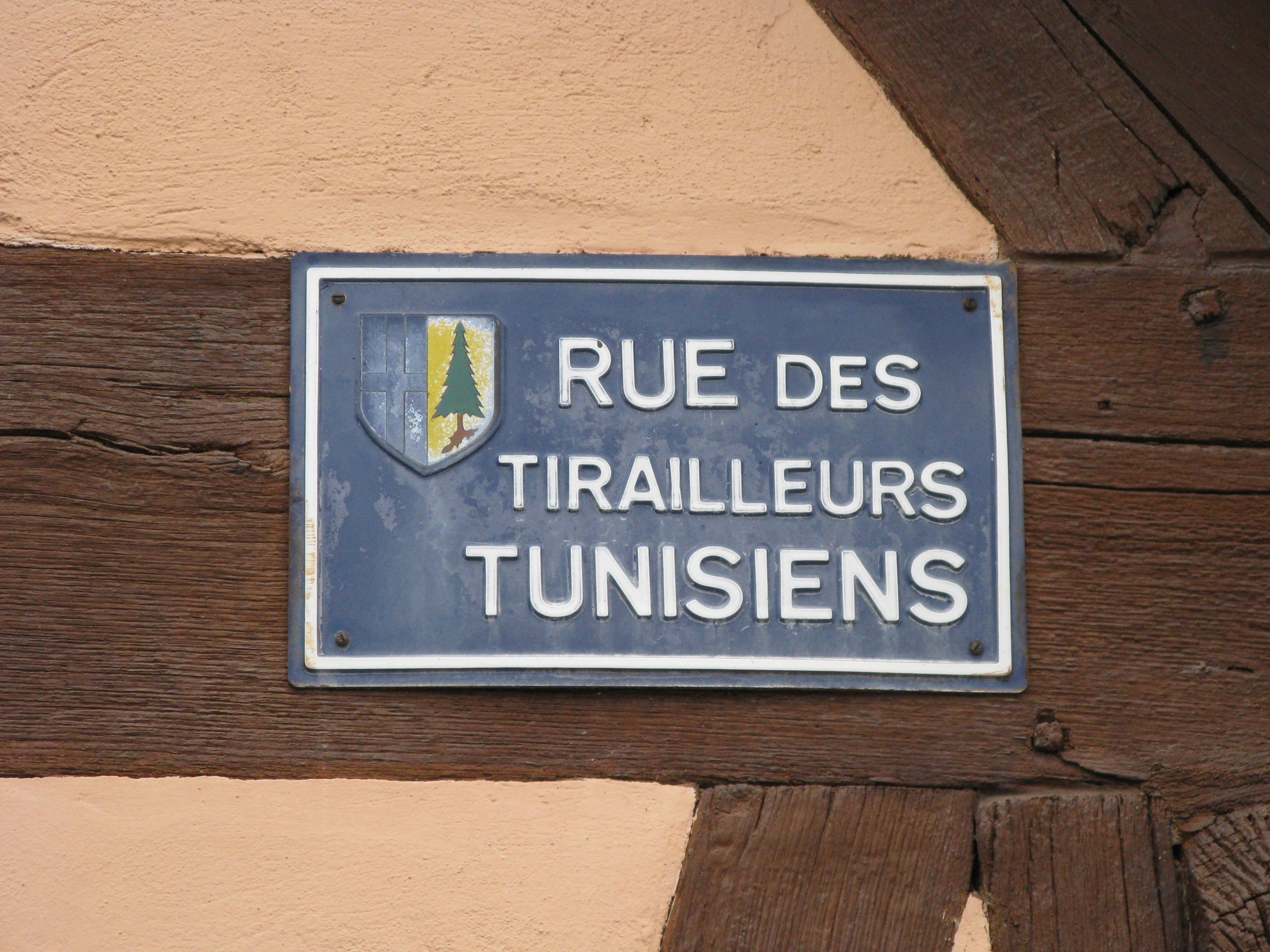
Straßenname in Scheibenhard

Im Zweiten Weltkrieg kämpfte die Einheit kurz 1940 in Frankreich. Sie nahm auf der Seite Forces françaises libres am Italienfeldzug teil. Die Einheit diente ebenso im Indochinakrieg.

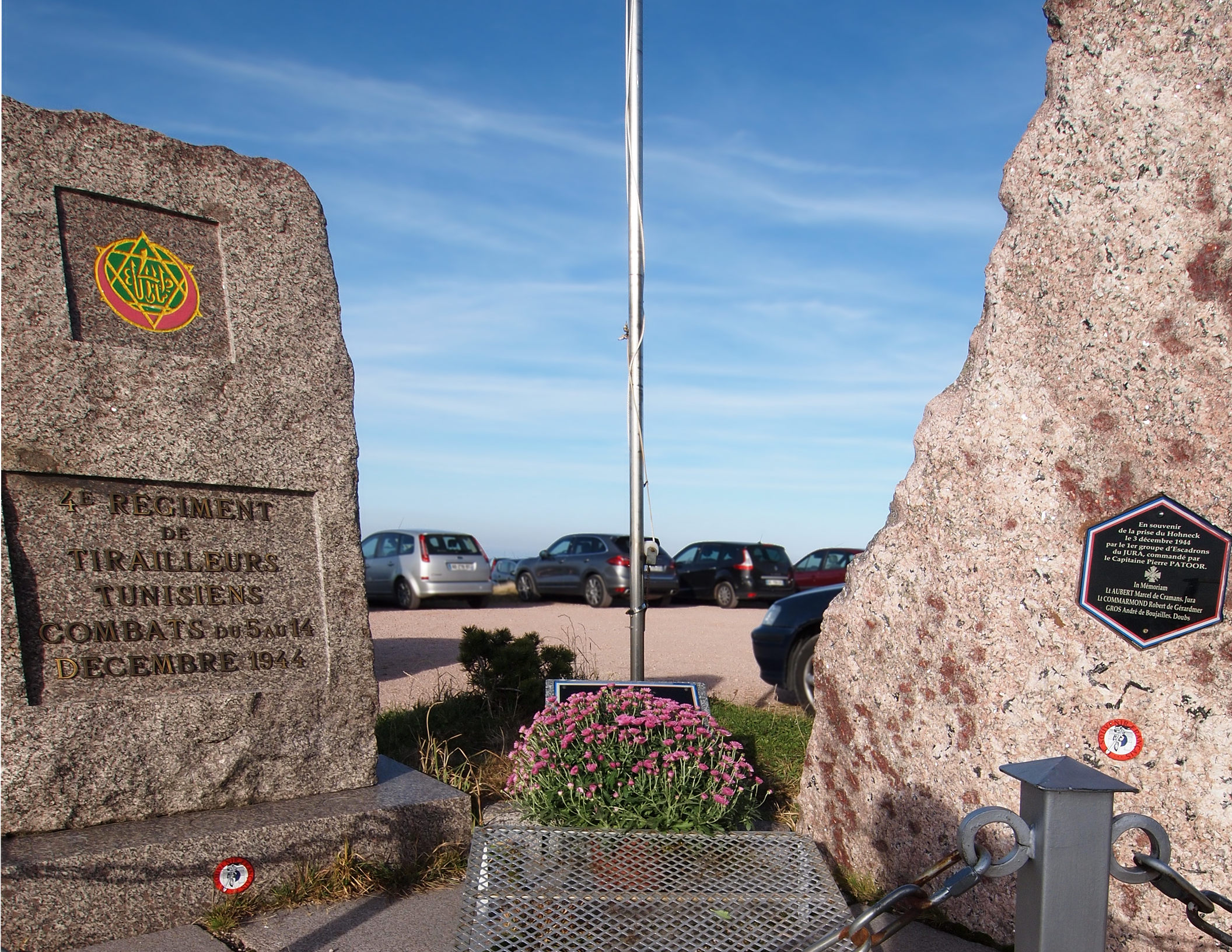
Denkmal auf dem Hohneck

Nach der Unabhängigkeit des Landes wurde die Einheit in das Tunesische Heer integriert. Die französischen und tunesischen Mitglieder des Regiments entschieden jedoch 1958 geschlossen, sich wieder in französische Dienste zu stellen. Aus ihnen wurde in Algerien das 4e régiment de tirailleurs aufgestellt.